# Lindry
Lindry é uma comuna francesa na região administrativa de Borgonha-Franco-Condado, no departamento de Yonne. Estende-se por uma área de 15,36 km². Em 2010 a comuna tinha 1 436 habitantes (densidade: 93,5 hab./km²).